# Thouinia acunae
Thouinia acunae är en kinesträdsväxtart som beskrevs av A. Borhidi & O. Muniz. Thouinia acunae ingår i släktet Thouinia och familjen kinesträdsväxter. Inga underarter finns listade i Catalogue of Life.